# Helmut Poppendick

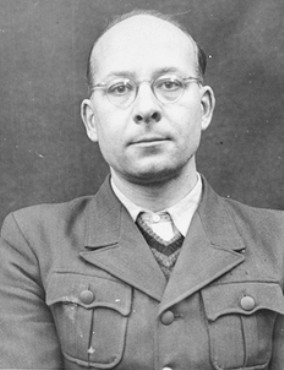
Helmut Poppendick i amerikansk fångenskap.

Helmut Poppendick, född den 6 januari 1902, död den 11 januari 1994, var en tysk läkare och SS-officer; SS-Oberführer. Han var chef för SS-stabens centrala läkarmyndighet. 
Vid Läkarrättegången 1946-1947 dömdes Poppendick till 10 års fängelse för att ha varit medlem av SS, som vid Nürnbergprocessen 1945-1946 hade stämplats som en kriminell organisation. Straffet efterskänktes 1951.